# Malla
|  | Per a altres significats, vegeu «Malla (desambiguació)». |

Malla és un municipi de la comarca d'Osona, situat al centre-sud de l'Alt Ter. El punt més elevat és el cim del Clascar. També hi destaquen el Museu Municipal de Malla i el Serrat del Vilar (823,7 m) 41° 53′ 20.72″ N, 2° 12′ 35.24″ E / 41.8890889°N,2.2097889°E (frontera amb Muntanyola). L'economia de Malla es basa eminentment en l'agricultura i la ramaderia tot i que, a causa de la proximitat de la ciutat de Vic, diverses empreses han establert comerços de gran superfície al terme municipal, com ara els hipermercats Esclat o un concessionari de vehicles Citroën.
En aquest municipi va néixer l'escriptora i poeta Irene Solà.

## Geografia
És un municipi rural amb aproximadament 90 habitatges i 272 habitants el 2024. L’economia local es basa principalment en l’agricultura i la ramaderia, tot i que molts residents treballen en indústries o serveis fora del poble. Al terme municipal està separat per la C-17.
El paisatge de Malla és de caràcter eminentment rural i va des del Coll de Malla fins a l'entrada a Vic. Un dels punts més destacats és la muntanya del Clascar, considerada emblemàtica pel municipi. Des del cim es poden observar vistes panoràmiques de la Plana de Vic i s’hi troben restes arqueològiques d’una acròpolis iberoromana i d’un castell medieval del segle X.
Al sector oriental del poble es troba l’església romànica de Sant Vicenç, juntament amb l’edifici de l’Ajuntament. A la Rectoria, annexa a l’església, hi ha una exposició permanent amb restes arqueològiques, elements arquitectònics romànics i peces dels antics pobladors del Clascar.
Una part diferenciada del municipi és la Quadra de Miramberg o de Torrellebreta, formada per set masies i situada entre els municipis de Tona, Taradell i Seva. S’hi troba l’espai natural protegit PEIN, una mostra d’eines agrícoles i domèstiques a l’espai Pratdesaba, i les instal·lacions de la Mancomunitat La Plana, que agrupa dotze municipis de la comarca.
- Llista de topònims de Malla (Orografia: muntanyes, serres, collades, indrets…; hidrografia: rius, fonts...; edificis: cases, masies, esglésies, etc.).

## Demografia
| 1497 f | 1515 f | 1553 f | 1717 | 1787 | 1857 | 1877 | 1887 | 1900 | 1910 |
| ------ | ------ | ------ | ---- | ---- | ---- | ---- | ---- | ---- | ---- |
| 21     | 23     | 26     | 131  | 143  | 436  | 390  | 391  | 390  | 432  |

| 1920 | 1930 | 1940 | 1950 | 1960 | 1970 | 1981 | 1990 | 1992 | 1994 |
| ---- | ---- | ---- | ---- | ---- | ---- | ---- | ---- | ---- | ---- |
| 487  | 537  | 509  | 450  | 394  | 335  | 283  | 256  | 254  | 254  |

| 1996 | 1998 | 2000 | 2002 | 2004 | 2006 | 2008 | 2010 | 2012 | 2014 |
| ---- | ---- | ---- | ---- | ---- | ---- | ---- | ---- | ---- | ---- |
| 255  | 255  | 255  | 258  | 262  | 257  | 261  | 255  | 269  | 266  |

| 2016 | 2018 | 2020 | 2022 | 2024 | 2026 | 2028 | 2030 | 2032 | 2034 |
| ---- | ---- | ---- | ---- | ---- | ---- | ---- | ---- | ---- | ---- |
| 267  | 271  | 272  | 272  | 272  | -    | -    | -    | -    | -    |

## Fill predilecte
- Joaquim Vilarrúbia i Garet (1902-1987), entomòleg.[cal citació]